# Prosopocera kristenseni
Prosopocera kristenseni là một loài bọ cánh cứng trong họ Cerambycidae.